# Windows IoT
Windows IoT, precedentemente Windows Embedded, è una famiglia di sistemi operativi di Microsoft progettata per l'uso in sistemi embedded. Microsoft dispone attualmente di tre diverse sottofamiglie di sistemi operativi per dispositivi embedded destinati a un vasto mercato, che vanno da dispositivi di piccole dimensioni, dispositivi in tempo reale a dispositivi POS (punti vendita) come i chioschi. I sistemi operativi Windows Embedded sono disponibili per i produttori di apparecchiature originali (OEM), che lo rendono disponibile agli utenti finali precaricati con il loro hardware, in aggiunta ai clienti con licenze di volume in alcuni casi.
Ad aprile 2018, Microsoft ha rilasciato Azure Sphere, un altro sistema operativo progettato per le applicazioni IoT in esecuzione sul kernel Linux.

## Storia
A metà del 1998, Microsoft ha collaborato con VenturCom, per il suo prodotto Windows NT Embedded. Windows NT Embedded 4.0 ha avuto inizio nel 1998 con un piccolo team di sviluppatori in Microsoft. Questo progetto, noto in Microsoft come Impala, è stato pubblicato nel 1999 come Windows NT Embedded 4.0, un insieme di strumenti e un database di circa 250 componenti che consentiva agli sviluppatori di assemblare piccole immagini di run-time per Windows NT 4.0 per dispositivi embedded. Gli strumenti consentivano agli OEM e agli sviluppatori integrati di creare componenti che incapsulavano i loro binari e di aggiungerli senza problemi a run-time Windows NT Embedded contenenti funzionalità e dispositivi limitati. Le immagini di run-time minime erano di appena 9 MB per un sistema con l'API Win32 completa. Poco dopo il rilascio, agli inizi del 2000, Microsoft decise che era meglio prendere quell'architettura e creare un nuovo prodotto sfruttando il nuovo codice di Windows. È stato creato un nuovo team Windows Embedded sotto la guida di Bruce Beachman. Ha lavorato come Product Unit Manager (PUM) del primo Windows Embedded e ha iniziato a reclutare ingegneri all'interno di Microsoft. La squadra ha messo gli occhi su questa prossima versione. È stata presa la decisione di interrompere lo sviluppo di Windows 2000 Embedded, e iniziare a lavorare su un prodotto Windows XP Embedded (quindi chiamato Whistler). Sono stati elaborati i piani, il team è stato ampliato e il lavoro è iniziato su Whistler Embedded, nome in codice Mantis. Il numero di componenti è passato da 250 a oltre 10.000, la maggior parte dei componenti del driver di periferica. Il set di funzionalità degli strumenti incorporati è stato arricchito per includere elementi come controllo di versione di base, scripting di componenti ed espandibilità. Sono stati inoltre aggiunti strumenti per semplificare l'avvio con una lastra vuota di hardware e per distribuire un sistema operativo integrato su di esso in modo rapido e semplice. Il 26 agosto 2001 è stata rilasciata la Beta 2 di Windows XP Embedded, con una versione completa pianificata per la fine di quell'anno. Il team iniziale consisteva in:
- Tim Hill, Group Program Manager che era responsabile del team di PM, e ha lavorato come architetto generale.
- Mike Cherry, Program Manager, che stava guidando il processo infrastrutturale.
- Bill Luan, Program Manager, che è stato responsabile della progettazione del primo strumento interno iCat, che ha permesso a tutti i tecnici del team di Windows di "componentizzare" le loro funzionalità in Windows. Successivamente, questo prodotto è diventato Windows Embedded Component Designer nel prodotto rilasciato.
- Steve Jiang, Program Manager, che era responsabile della prima versione di Target Design, che è il prodotto che ha permesso agli sviluppatori di creare immagini di destinazione incorporate.

Target Designer e Component Designer erano la suite in due parti nella prima versione di Windows Embedded Suite. Il primo team di test team è stato Bombo Sofa, che ha guidato il primo team XPe Test a partire dal 2000. Sotto la guida di Bruce Beachman, Microsoft ha distribuito la prima versione di Windows Embedded (XPe) alla DevCon / Windows Hardware Conference nel 2001.
Nel 2002, Bruce Beachman ha lasciato Microsoft, e Peter Wilson ha assunto il team XPe come PUM e, a quel punto, il team è stato unito al team di Windows Deployment e rilasciato XPe SP1 al DevCon di Las Vegas alla fine del 2003.

## Famiglia IoT
Microsoft ha rinominato "Windows Embedded" in "Windows IoT" a partire dal rilascio delle versioni embedded di Windows 10.

### Enterprise
Windows 10 IoT Enterprise, è basato su Windows 10 Enterprise LTSC/LTSB, è la versione aggiornata di Embedded Industry e Embedded Standard con le versioni senza etichetta, Retail/Thin Client, Tablet e Small Tablet disponibili; differisce solo per le licenze.

### Mobile
Windows 10 IoT Mobile, è basato su Windows 10 Mobile, ed è il successore di Embedded Handheld.

#### Mobile Enterprise
Windows 10 IoT Mobile Enterprise aggiunge il supporto ARM, profili utente multipli, blocco avanzato e altre funzionalità, ma è comunque identico alla normale versione Mobile.

### Core
Windows 10 IoT Core è considerato da alcuni come il successore di Windows Embedded Compact, sebbene mantenga pochissima compatibilità con esso. Ottimizzato per dispositivi di settore più piccoli ed economici, è anche fornito gratuitamente per l'uso in dispositivi come Raspberry Pi per uso hobbista.

#### Core Pro
Windows 10 IoT Core Pro offre la possibilità di rinviare e controllare gli aggiornamenti ed è concesso in licenza solo tramite distributori; è altrimenti identico alla normale versione IoT Core.

## Famiglia Embedded
Windows CE
Windows CE è un sistema operativo real-time sviluppato appositamente per dispositivi embedded come Palmari e Pocket PC a partire dal 16 dicembre 1996. Con l'uscita delle varie versioni è stato aggiunto il supporto Bluetooth, Wi-Fi, alle Direct3D Mobile, alla tecnologia DRM e alle applicazioni Windows Store. L'ultima versione risale alla 8.0 rilasciata il 13 giugno 2013.
Windows XP Tablet PC Edition
Windows XP Tablet PC Edition è una versione modificata di Windows XP Professional per Tablet PC, alla quale sono state aggiunte le funzionalità di: inchiostro digitale, riconoscimento della scrittura, inserimento di testo alternativo, rotazione del desktop in più direzioni e la possibilità di rimuovere hardware o periferiche USB senza preavviso. Il supporto è cessato a partire dall'8 aprile 2014.
Windows XP Embedded
Windows XP Embedded, comunemente chiamata XPe, anch'essa è una versione basata su Windows XP Professional, ma con l'integrazione di tutte le sue funzionalità come le Windows API ed è in grado di supportare le applicazioni, driver e periferiche sviluppate per Windows. Tra i dispositivi che utilizzano il software rientrano: slot-machine, sportelli automatici, bancomat, robot industriali e decoder.